# Liste der denkmalgeschützten Objekte in Trstená
Die Liste der denkmalgeschützten Objekte in Trstená enthält die zwölf nach slowakischen Denkmalschutzvorschriften geschützten Objekte in der Gemeinde Trstená im Okres Tvrdošín.

## Denkmäler
| Foto |                 | Denkmal / č. ÚZPF                              | Standort / Konskr. Nr.                                    | Offizielle Beschreibung                           | Beschreibung                                                                                 | Metadaten                                                                       |
| ---- | --------------- | ---------------------------------------------- | --------------------------------------------------------- | ------------------------------------------------- | -------------------------------------------------------------------------------------------- | ------------------------------------------------------------------------------- |
|      | Datei hochladen | Denkmal(sk) ObjektID: 510-3144/0               | KG: Trstená Konskr.Nr.:                                   | padlí v I.sv.v.;I.decénium ČSR+padlí              | für die Opfer des WK I                                                                       | č. NKP: 510-3144/0 Stand des NKP: 2012-02-08 Name: POMNÍK                       |
| ja   | Datei hochladen | Statue auf Säule(sk) ObjektID: 510-2673/0      | Bernolákova ul. Standort KG: Trstená Konskr.Nr.:          | sv.Florián                                        | St. Florian                                                                                  | č. NKP: 510-2673/0 Stand des NKP: 2012-02-08 Name: SOCHA NA PILIERI             |
| ja   | Datei hochladen | Kirche(sk) ObjektID: 510-252/1                 | Bernolákova ul. 9 Standort KG: Trstená Konskr.Nr.: 1      | r.k.sv.Martina;farský kostol sv.Martina           | römisch-katholische Pfarrkirche St. Martin                                                   | č. NKP: 510-252/1 Stand des NKP: 2012-02-08 Name: KOSTOL                        |
| BW   | Datei hochladen | Kapelle(sk) ObjektID: 510-252/2                | Bernolákova ul. 9 Standort KG: Trstená Konskr.Nr.: 1      | r.k.sv.Kríža;bývalá kapln.P.M.Karmel.,bašta       | römisch-katholische Kapelle zum heiligen Kreuz, ehem. Kapelle Maria vom Berg Karmel, Bastion | č. NKP: 510-252/2 Stand des NKP: 2012-02-08 Name: KAPLNKA                       |
| BW   | Datei hochladen | Tor(sk) ObjektID: 510-252/3                    | Bernolákova ul. 9 Standort KG: Trstená Konskr.Nr.: 1      | murovaná;vstupná brána                            | Eingangstor                                                                                  | č. NKP: 510-252/3 Stand des NKP: 2012-02-08 Name: BRÁNA                         |
| BW   | Datei hochladen | Befestigungsmauer(sk) ObjektID: 510-252/4      | Bernolákova ul. 9 Standort KG: Trstená Konskr.Nr.: 1      | kamenný;bývalé opevnenie kostola                  | ehem. Befestigung der Kirche                                                                 | č. NKP: 510-252/4 Stand des NKP: 2012-02-08 Name: MÚR OHRADNÝ SO SPOVEDELNICAMI |
| ja   | Datei hochladen | Friedhof an der Kirche(sk) ObjektID: 510-252/5 | Bernolákova ul. 9 Standort KG: Trstená Konskr.Nr.: 1      | neskúmané;stredoveký a novoveký cintorín          | nicht untersucht, mittelalterlicher und moderner Friedhof                                    | č. NKP: 510-252/5 Stand des NKP: 2012-02-08 Name: CINTORÍN PRÍKOSTOLNÝ          |
|      | Datei hochladen | Statue(sk) ObjektID: 510-252/6                 | Bernolákova ul. 9 KG: Trstená Konskr.Nr.: 1               | Panna Mária s dieťaťom;socha Madony               | Madonna mit Kind                                                                             | č. NKP: 510-252/6 Stand des NKP: 2012-02-08 Name: SOCHA                         |
|      | Datei hochladen | Statue(sk) ObjektID: 510-252/7                 | Bernolákova ul. 9 KG: Trstená Konskr.Nr.: 1               | sv.Anna a Panna Mária;sv.Anna vyučuje Pannu Máriu | St. Anna und Jungfrau Maria                                                                  | č. NKP: 510-252/7 Stand des NKP: 2012-02-08 Name: SOCHA-VSA                     |
|      | Datei hochladen | Statue(sk) ObjektID: 510-252/8                 | Bernolákova ul. 9 KG: Trstená Konskr.Nr.: 1               | sv.Anton Paduánsky;socha sv.Antona Paduánskeho    | St. Anton von Padua                                                                          | č. NKP: 510-252/8 Stand des NKP: 2012-02-08 Name: SOCHA-VSA                     |
| BW   | Datei hochladen | Landsitz(sk) ObjektID: 510-3103/0              | Malý rad 19 Standort KG: Trstená Konskr.Nr.: 539          | Wilcsekova kúria                                  | Landhaus Wilcsekov                                                                           | č. NKP: 510-3103/0 Stand des NKP: 2012-02-08 Name: KÚRIA                        |
| BW   | Datei hochladen | Gedenktafel(sk) ObjektID: 510-3146/0           | Železničiarov ul. 31 Standort KG: Trstená Konskr.Nr.: 425 | revolučný NV                                      |                                                                                              | č. NKP: 510-3146/0 Stand des NKP: 2012-02-08 Name: TABUĽA PAMÄTNÁ               |

## Legende
Die Tabelle enthält im Einzelnen folgende Informationen:
| Foto:                    | Fotografie des Denkmals. |
| Denkmal / č. ÚZPF:       | Die Übersetzung der Bezeichnung des Denkmals, wie sie vom Slowakischen Denkmalamt (Pamiatkový úrad Slovenskej republiky) verwendet wird. Die Originalbezeichnung ist unter dem Fragezeichen angegeben. Fehlt die Übersetzung, so wird die Originalbezeichnung direkt angezeigt. Weiters ist die Objekt-Identifikationsnummer (Objekt ID) angeführt. Sie ist die offizielle, in der Slowakei eindeutige Nummer č. ÚZPF inklusive der zugehörigen Zählnummer, wie sie in den Daten des Denkmalamtes angegeben wird. Da diese nur innerhalb eines Landkreises gezählt wird, ist dessen Nummer der Denkmalnummer vorangestellt. |
| Standort:                | Wenn in der Liste vorhanden, ist die Adresse angegeben. In Klammern kann sich noch eine zusätzliche Adresse befinden, wenn es beispielsweise ein Eckhaus ist. Bei freistehenden Objekten ohne Adresse (zum Beispiel bei Bildstöcken) ist eine Adresse angegeben, die in der Nähe des Objekts liegt. Durch Aufruf des Links Standort wird die Lage des Denkmals in verschiedenen Kartenprojekten angezeigt. Darunter sind die Katastralgemeinde (KG) und, wenn vorhanden, die Konskriptionsnummer (Konskr. Nr.) angegeben.                                                                                                   |
| Offizielle Beschreibung: | Es ist die Kurzbeschreibung auf Slowakisch, wie sie in den offiziellen Listen angegeben ist, eingetragen. |
| Beschreibung:            | Kurze Angaben zum Denkmal auf Deutsch. |
| Metadaten:               | Zusätzlich werden, wenn in den persönlichen Einstellungen das Helferlein Dauerhaftes Einblenden von Metadaten aktiviert ist, ebensolche angezeigt. |

- Karte mit allen Koordinaten:
- OSM |
- WikiMap